# Kanton Aurillac-1
Der Kanton Aurillac-1 ist ein französischer Kanton im Département Cantal und in der Region Auvergne-Rhône-Alpes. Er umfasst einen Teilbereich der Stadt Aurillac zusammen mit einer weiteren Gemeinde im Arrondissement Aurillac und hat sein bureau centralisateur in Aurillac.

## Gemeinden
Der Kanton besteht aus zwei Gemeinden und Gemeindeteilen mit insgesamt 10.377 Einwohnern (Stand: 1. Januar 2022) auf einer Gesamtfläche von 45,38 km²:
| Gemeinde          | Einwohner 1. Januar 2022 | Fläche km² | Dichte Einw./km² | Code INSEE | Postleitzahl |
| ----------------- | ------------------------ | ---------- | ---------------- | ---------- | ------------ |
| Aurillac          | 6.061                    | 7,01       | 865              | 15014      | 15000        |
| Ytrac             | 4.316                    | 38,37      | 112              | 15267      | 15000, 15130 |
| Kanton Aurillac-1 | 10.377                   | 45,38      | 229              | 1502       | –            |

1. ↑   Nur der südwestliche Teil der Gemeinde, der Rest verteilt sich auf die Kantone Aurillac-2, und Aurillac-3.

## Geschichte
Der Kanton wurde am 4. März 1790 unter dem Namen Aurillac-Nord im Zuge der Einrichtung der Départements als Teil des damaligen „District d’Aurillac“ gegründet. Mit der Schaffung der Arrondissements am 17. Februar 1800 wurde der Kanton dem Arrondissement Aurillac zugeordnet und neu zugeschnitten. In den Jahren 1973, 1982 und 1985 erfuhr das Gebiet von Aurillac und seinem Umland dreimal eine Neuaufteilung der Kantone. Im Rahmen der landesweiten Neuordnung der französischen Kantone wurde Aurillac-1 im Frühjahr 2015 um eine Gemeinde erweitert.

## Geografie
Der Kanton grenzt im Norden an den Kanton Naucelles, im Osten an die Kantone Aurillac-2 und Aurillac-3, im Süden an die Kantone Arpajon-sur-Cère und Maurs und im Westen an den Kanton Saint-Paul-des-Landes.

## Politik
| Vertreter im Departementrat | Vertreter im Departementrat  | Vertreter im Departementrat |
| Amtszeit                    | Namen                        | Partei                      |
| --------------------------- | ---------------------------- | --------------------------- |
| 2015–2021                   | Sylvie Lachaize              | LR                          |
| 2015–2019                   | Roland Cornet                | DVD                         |
| 2019–2021                   | Jamal Belaïdi                | LR                          |
| 2021–                       | Sylvie Lachaize Jamal Belaïd | LR                          |